# 青木酒造 (茨城県)
青木酒造株式会社（あおきしゅぞう）は、茨城県古河市にある日本酒の蔵元である。

## 概要
創業は1831年（天保2年）で、現在の社長は7代目。代表銘柄である清酒「御慶事」は、3代目当主が大正天皇御成婚の折、皇室の繁栄と日本の国のますますの隆盛への願いを込めて「最高のよろこびごと」という意味で「御慶事」と命名した。

## 受賞歴
御慶事 純米大吟醸
- IWC2019 SAKE部門 純米大吟醸酒の部 ゴールドメダル

御慶事 大吟醸 全国新酒鑑評会 出品酒
- IWC2022 SAKE部門 茨城・大吟醸トロフィー受賞
- 2023年・全国新酒鑑評会・金賞

御慶事 純米吟醸 ひたち錦
- IWC2016 SAKE部門 純米吟醸酒の部 最高位 トロフィー賞
- 全米日本酒歓評会 2016 吟醸部門 最高位 グランプリ
- SAKE COMPETITION 2015 純米吟醸部門 第3位
- IWC2023 SAKE部門 純米吟醸酒の部 シルバーメダル

御慶事 純米吟醸 雄町
- 第9回雄町サミット 吟醸酒の部　優等賞 (2017年)
- 第10回雄町サミット 吟醸酒の部　優等賞 (2018年)
- 第11回雄町サミット 吟醸酒の部　優等賞 (2019年)
- 第12回雄町サミット 吟醸酒の部　優等賞 (2021年)
- 第14回雄町サミット 吟醸酒の部　優等賞 (2023年)
- SAKE COMPETITION 2019 純米吟醸部門 ゴールド受賞・特別賞「JAL空飛ぶSAKE賞」受賞
- IWC2022 SAKE部門 純米吟醸酒の部 シルバーメダル

御慶事 純米吟醸 夏の生酒【夏限定】
- 2017 パーカーポイント 90点獲得

御慶事 特別純米酒
- IWC2022 SAKE部門 純米酒の部 シルバーメダル